# لويزة ريشي
لويزة ريشي (الاسم العلمي: Aloysia reichii) هو نوع نباتي يتبع جنس اللويزة من فصيلة اللويزية.